# Меркури (месторождение)
Меркури (блок SL-07B-10, англ. Mercury) — нефтяное месторождение в Сьерра-Леоне. Расположено на шельфе у атлантического побережья. Открыто в ноябре 2010 года: столб лёгкой нефти высотой 41 м был обнаружен в результате бурения скважины на глубине около 5 км под водой.
Нефтеносность связана с отложениями мелового возраста. Плотность нефти составляет 34°-42° API.
Оператором месторождения является американская нефтяная компания Anadarko Petroleum (65 %). Другие партнеры разрабатывающего месторождение консорциума — испанско-аргентинский Repsol (25 %) и Tullow Oil (10 %).